# 沈光 (隋朝)
沈光（591年—618年），字总持，吴兴郡人。隋朝大将，外号“肉飞仙”。

## 生平
沈光的父亲沈君道，曾担任陈吏部侍郎，陈灭亡后，定居于长安。当时的皇太子杨勇曾招沈君道出任学士，后来沈君道成为汉王杨谅的府掾，杨谅造反失败后，沈君道被除名。
沈光年轻时骁勇敏捷，善于赛马，是天下第一。沈光有书记的才能，善于言辞，常常想着建立功名，不拘小节。刚搬到长安时，沈光家中非常贫穷，他的父亲和兄长都以替人抄书为职业。只有沈光放荡不羁，结交豪侠之人，为当时长安城中的浪荡子所拥戴和依附。很多人都曾送给他财物，沈光因此能够赡养父母，时常有美食和华服，不至于穷困潦倒。当初兴建禅定寺的时候，寺中有高达十余丈的幡竿，正好碰上绳索断裂，没有能够接上，寺中的僧人都很着急。沈光看见后，就对僧人们说：“把绳索拿来，我能接上。”僧人们感到惊喜，就把绳索拿来给他。沈光用口衔着绳索，一步步攀爬而上，直到竿顶。把绳索系上之后，就手脚放开，腾空而下，用手掌拒地，倒行几十步。围观的人都感到惊喜，赞叹不已，当时的人称他为“肉飞仙”。
大业年间，隋炀帝征召天下骁勇善战之人讨伐高勾丽，沈光也报名参加。同时报名的有几万人，都比不上他。沈光要去隋炀帝所在的地方朝见，一百多人骑马送他到灞上。沈光洒酒于地立下誓言说：“这次出行，如果不能建立功名，我就死在高勾丽，不再与各位相见。”后来他跟随隋炀帝攻打辽东，用冲梯攻击城池，冲梯长达十五丈，沈光爬至顶端，在城墙边与敌人交战，短兵相接，杀了十几个人。敌兵将他打落城墙，还没有掉到地上，正好碰到冲梯上垂下的绳索，沈光抓住绳索又爬了上去。隋炀帝见看了，对他的豪壮感到惊异，召他前来朝见，见面之后对他非常喜欢。当天就拜他为朝请大夫，赏赐宝刀良马，经常把他带在身边，关系逐渐亲密。没有多久，就让他担任折冲郎将，封赏待遇都很厚重。隋炀帝常常把正在吃的食物和身上穿的衣服赏赐给他，同辈之中没有人能同他相比。
沈光认为自己沐浴皇恩深重，想着竭尽臣节。等到江都之难，隋炀帝被宇文化及杀死，沈光就暗中收罗义勇之士，准备为隋炀帝报仇。先前，隋炀帝宠爱官奴，把他们命名为给使，宇文化及认为沈光骁勇，准备任用他，命令他统领给使，驻扎在宫内。当时麦孟才、钱杰等人图谋算计宇文化及，对沈光说：“我们都深受国恩，不能为社稷而死，这是古人引以为耻的。现在又低头侍奉仇敌，受他的驱使，颜面无存，活着又有什么意义？我们一定要杀掉他，死而无憾。你是义士，能跟我们一起吗？”沈光泪湿衣襟，说：“这都寄望于将军。我统领给使数百人，都受先帝恩遇，如今身在宇文化及内营。以此来复仇，如同老鹰抓小鸡。万世之功，在此一举，希望将军努力而行。”
麦孟才担任将军，统领江淮士兵数千人，准备在军营将要出发时，早上起来袭击宇文化及。沈光说漏了嘴，陈谦告发了他们的事。宇文化及大惊失色地说：“麦孟才是麦铁杖的儿子，还有沈光，都是勇不可当的人，必须避其锋芒。”于是连夜与腹心之人逃出营外，留下人来告诉司马德戡等人，派遣统领兵马，逮捕麦孟才。沈光听到营内喧哗，知道事情败露，来不及披甲，就袭击宇文化及的营帐，空无所获。正碰上舍人元敏，斥责之后把他杀了。遇上司马德戡的兵冲入，四面围合。沈光大喊突围，给使一起奋力，斩首几十人，敌人纷纷败逃。司马德戡又派遣骑兵，拿着弓箭，从侧面射击。沈光身上没有甲胄，于是阵亡。麾下几百人都战死，没有一人投降。沈光死时年仅二十八岁。

## 延伸阅读
[在维基数据编辑]
 《隋書·卷64》，出自魏徵《隋书》
 《北史·卷078》，出自李延壽《北史》